# Clima d'Europa

Clima d'Europa segons la classificació climàtica de Köppen.

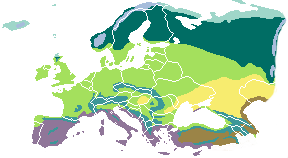
Biomes d'Europa i regions dels voltants:
Tundra
Tundra alpina
Taigà
Bosc montà
Bosc de fulla ampla temperat
Bosc mediterrani
Estepa temperada
Estepa seca

El clima d'Europa és de naturalesa temperada i continental amb un clima marítim que predomina a les costes occidentals i un clima mediterrani al sud. El continent europeu és una zona temperada en la seva major part. El seu clima no només varia de nord a sud sinó també d'oest a est a causa dels corrents d'aire polar marí i polar continental, i en menor mesura de les masses d'aire tropical marítima i tropical continental.
El clima europeu està fortament condicionat pel Corrent del Golf, el qual escalfa la regió occidental europea a uns nivells molts més alts que a latituds similars en altres continents. L'Europa occidental és oceànica, mentre que l'Europa oriental és més continental i més àrida. A l'Europa occidental es distingeixen quatre estacions, mentre que l'Europa meridional té una estació estiu seca i una estació hivern humida. El sud d'Europa és calent i relativament sec durant els mesos d'estiu, aquesta aridesa augmenta cap al sud. La pluviometria europea més alta ocorre als Alps. Hi ha tornados i mànegues.

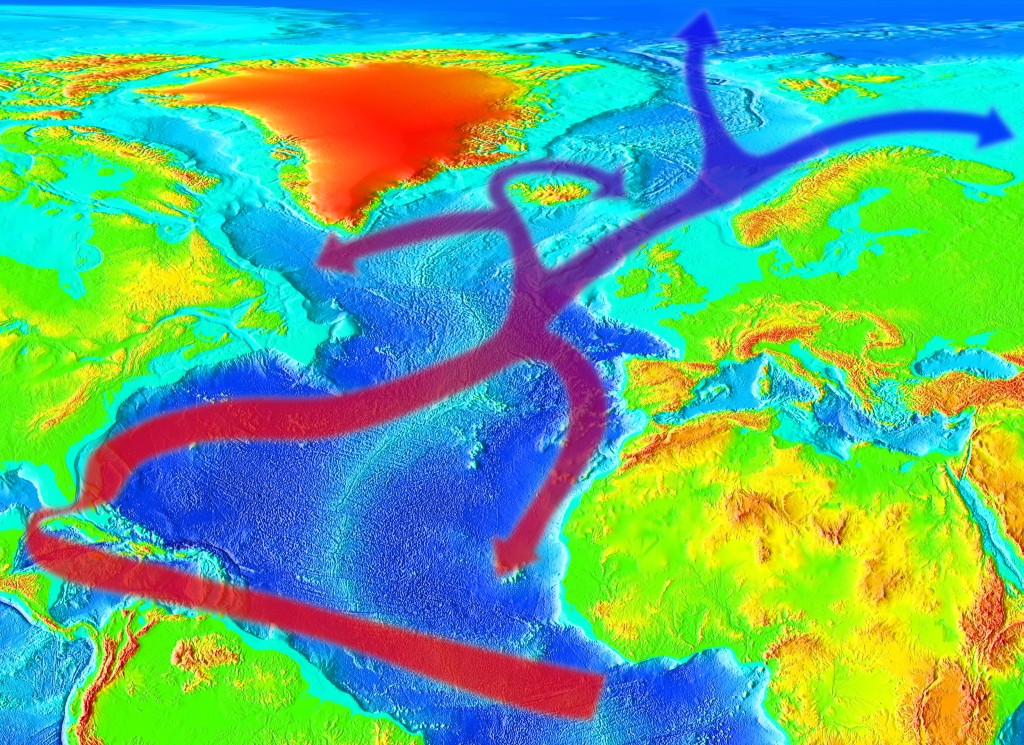
Gràfic del Corrent del Golf i les seves branques

El Clima d'Europa és suau comparat amb altres zones del món a la mateixa latitud per la gran influència del corrent del Golf. Aquest corrent fa que Europa sigui més càlida i humida del que correspondria a la seva situació geogràfica. Les parts occidentals dels continents de la terra també són més càlides que les parts orientals.

## Precipitació
Sobre el total anual, la pluviometria al llarg d'Europa és afavorida dins dels Alps i d'Eslovènia cap al sud en direcció a la costa occidental de Grècia. Hi ha un altre màxim de precipitació a l'oest de Geòrgia (Caucas), nord-oest de la península Ibèrica, oest de Gran Bretanya i oest de Noruega. Els vents de l'oest que predominen a Europa, en passar per grans masses d'aigua, originen aquests màxims pluviomètrics en arribar a les zones costaneres. Als Alps la major part de la precipitació cau entre març i novembre. A les zones de clima Mediterrani d'Europa l'estació més plujosa va, generalment, d'octubre a març. La pluja àcida afecta sobretot de Polònia a Escandinàvia.

## Temperatura
Les temperatures hivernals generalment davallen de nord cap a sud i de les zones litorals cap a l'interior on es deixa sentir la continentalitat. Almeria, Alacant i Màlaga són les ciutats europees (de més de 100.000 habitants) amb un hivern més càlid. Sevilla és la ciutat europea amb els estius més càlids (temperatura mitjana de les màximes del mes de juliol de 35,3 °C).
|           | Gen. | Feb. | Mar. | Abr. | Mai. | Jun. | Jul. | Ago. | Set. | Oct. | Nov. | Des. | Any. |
| --------- | ---- | ---- | ---- | ---- | ---- | ---- | ---- | ---- | ---- | ---- | ---- | ---- | ---- |
| Minsk     | -2,7 | -1,4 | 3,3  | 11,5 | 18,3 | 21,5 | 22,4 | 22,2 | 15,9 | 9,6  | 2,6  | -1,0 | 10,1 |
| París     | 6.9  | 8.2  | 11.8 | 14.7 | 19.0 | 21.8 | 24.4 | 24.6 | 20.8 | 15.8 | 10.4 | 7.8  | 15.5 |
| Barcelona | 13.4 | 14.6 | 15.9 | 17.6 | 20.5 | 24.2 | 27.5 | 28.0 | 25.5 | 21.5 | 17.0 | 14.3 | 20.0 |
| Lisboa    | 14.5 | 15.9 | 18.2 | 19.2 | 21.4 | 24.8 | 27.5 | 27.8 | 26.2 | 22.1 | 18.0 | 15.2 | 20.9 |
| Málaga    | 16.6 | 17.7 | 19.1 | 20.9 | 23.8 | 27.3 | 29.9 | 30.3 | 27.9 | 23.7 | 19.9 | 17.4 | 22.9 |

|           | Gen. | Feb. | Mar. | Abr. | Mai. | Jun. | Jul. | Ago. | Set. | Oct. | Nov. | Des. |
| --------- | ---- | ---- | ---- | ---- | ---- | ---- | ---- | ---- | ---- | ---- | ---- | ---- |
| Gdańsk    | 4    | 3    | 3    | 4    | 8    | 13   | 16   | 18   | 15   | 12   | 9    | 6    |
| Brighton  | 9    | 8    | 8    | 9    | 11   | 13   | 15   | 17   | 17   | 16   | 13   | 11   |
| Marsella  | 13   | 13   | 13   | 14   | 16   | 18   | 21   | 22   | 21   | 18   | 16   | 14   |
| Barcelona | 13   | 13   | 13   | 14   | 17   | 20   | 23   | 25   | 23   | 20   | 17   | 15   |
| Lisboa    | 15   | 15   | 15   | 16   | 17   | 18   | 19   | 20   | 20   | 19   | 18   | 17   |
| València  | 14   | 13   | 14   | 15   | 17   | 21   | 24   | 26   | 24   | 21   | 18   | 15   |
| Màlaga    | 16   | 15   | 15   | 16   | 17   | 20   | 22   | 23   | 22   | 20   | 18   | 16   |
| Nàpols    | 15   | 14   | 14   | 15   | 18   | 22   | 25   | 27   | 25   | 22   | 19   | 16   |
| Atenes    | 16   | 15   | 15   | 16   | 18   | 21   | 24   | 24   | 24   | 21   | 19   | 17   |
| Malta     | 16   | 16   | 15   | 16   | 18   | 21   | 24   | 26   | 25   | 23   | 21   | 18   |